# Матричний метод розв'язання систем лінійних алгебраїчних рівнянь
Метод розв’язання систем лінійних алгебраїчних рівнянь заданих матричним способом.

## Суть методу
Якщо
{\displaystyle \ A} — основна матриця системи,
{\displaystyle \ b} — вектор-стовпчик вільних членів,
{\displaystyle \ x} — вектор-стовпчик невідомих;
то має місце рівність:
{\displaystyle \ Ax=b}
Якщо матриця {\displaystyle \ A} є квадратною та невиродженою, то для неї існує обернена матриця.
Помноживши обидві частини рівняння зліва на {\displaystyle \ A^{-1}}, отримаємо
{\displaystyle \ A^{-1}Ax=A^{-1}b}.
оскільки {\displaystyle A^{-1}A=I} та {\displaystyle Ix=x}, то отримаємо формулу:
{\displaystyle \ x=A^{-1}b}